# Norfolkia brachylepis
Norfolkia brachylepis är en fiskart som först beskrevs av Schultz, 1960.  Norfolkia brachylepis ingår i släktet Norfolkia och familjen Tripterygiidae. Inga underarter finns listade i Catalogue of Life.